# یواس‌اس استرو (ای‌جی-۱۳۴)
یواس‌اس استرو (ای‌جی-۱۳۴) (به انگلیسی: USS Estero (AG-134)) یک کشتی است که طول آن ۱۷۷ فوت (۵۳٫۹ متر) می‌باشد. این کشتی در سال ۱۹۴۴ ساخته شد.